# Dorothy Poynton-Hill
Dorothy Poynton-Hill, nascuda amb el nom de Dortohy Poynton i posteriorment Dorothy Poynton-Teuber, (Salt Lake City, Estats Units 1915 - Riverside 1995) fou una saltadora nord-americana, guanyadora de quatre medalles olímpiques.

## Biografia
Va néixer el 17 de juliol de 1915 a la ciutat de Salt Lake City, població situada a l'estat de Utah. Va morir el 18 de maig de 1995 a la ciutat de Riverside, població situada a l'estat de Califòrnia.

## Carrera esportiva
Va participar, als 12 anys, en els Jocs Olímpics d'Estiu de 1928 realitzats a Amsterdam (Països Baixos), on va aconseguir guanyar la medalla de plata en el trampolí de 3 metres, esdevenint la medallista nord-americana més jove de la historia. En els Jocs Olímpics d'Estiu de 1932 realitzats a Los Angeles (Estats Units) va aconseguir guanyar la medalla d'or en la plataforma de 10 metres. En els Jocs Olímpics d'Estiu de 1936 realitzats a Berlín (Alemanya nazi) va aconseguir revalidar el seu títol olímpic de trampolí de 10 metres i guanyà la medalla de bronze en la plataforma de 3 metres.
El 1968 fou inclosa a l'International Swimming Hall of Fame.